# Државна управа
Државна администрација или државна управа, или, понекад једноставно, администрација или управа, је израз под којим се подразумевају све или редовне активности које врши нека држава, односно појединци - државни службеници, функционери или намештеници, и институције (државни органи; државне агенције) које их обављају. С обзиром да се те делатности врше у јавном интересу.
Државна управа се у савременим земљама традиционално сматра делом извршне власти, иако је неки теоретичари сматрају засебним. Начин организације, делатности и методе рада државне управе се разликују од земље до земље, зависно од социое-економским или политичким приликама, али и државном уређењу; тако у некој земљи може постојати више државних управа са различитим овластима (нпр. федерална и државне управе); најнижа разина државне управе се назива локална управа или локална самоуправа.
Власт је институционална моћ, а заснована је на нормативним претпоставкама које имају за собом ауторитет, који произилази из воље грађана или друштвене организације.  Нормативни поредак је основа конституисања власти. Без организације нема власти. Власт је легитимни облик моћи. Где је власт ту су успостављени односи између права и дужности њених носилаца, али и оних који су јој потчињени. Власт је такав однос у коме нема места самовољи нити слепој послушности него су односи међусобно јасно успостављени. Моћ је дифузно распрострањена, а власт се креће у одређеним границама. Она никада не значи потпуну контролу. Власт издаје одређено упозорење и забране што зависи од природе, друштва и власти. Она штити успостављену друштвену организацију и служи тој сврси. Да би то постигла мора бити санкционисана, а да би санкционирала мора имати инструменте - користи принуду (без обзира на моралну сагласност и вољу грађана). Постоје разни облици власти и државног уређења.

## Дефиниције и етимологија
Државна управа је систем који управља државом или заједницом.
Енглеска реч government потиче од грчког глагола κυβερνάω [] (што значи да се управља губернакулумом (кормилом), метафорички смисао чега је потврђен у Платоновом раду Брод државе).
Колумбијска енциклопедија дефинише владу као „систем друштвене контроле према коме право на доношење закона, и право на њихово спровођење има одређена група у друштву”.
Иако све врсте организација имају владавину, реч влада се често користи специфичније да се односи на приближно 200 независних националних влада на Земљи, као и њихове супсидијарне организације.
У Комонвелту нација, реч влада такође се користи у ужем смислу да се односи на министарства (колективне извршне органе), колективне групе људи које спроводе извршна власт у држави или, метонимно, владајући кабинет у саставу извршне власти..
Коначно, државна управа се понекад користи и као синоним за владавину.

## Историја
Време и место првобитног развоја феномена људске владе нису познати, мада историја описује формирање државне управе у далекој прошлости. Пре око 5000 година, појавиле су се прве мале градске државе. Од трећег до другог миленијума пре нове ере, неке од њих су се развиле у веће регулисане области: Сумер, стари Египат, цивилизација долине Инда, и цивилизација Жуте реке.
Развој пољопривреде и пројекти контроле водених токова су били катализатори за развој државне управе. Током неколико хиљада година када су људи били ловци-сакупљачи и пољопривредници малих размера, људи су живели у малим, нехијерархијским и самоодрживим заједницама. Повремено је поглавар племена био биран различитим ритуалима или тестовима снаге да управља својим племеном, понекад са групом старијих суплеменика као саветом. Људска способност прецизне комуникације апстрактних, научених информација омогућила је људима да постану све ефикаснији у пољопривреди, и то је омогућило све веће густине становништва. Дејвид Христијан објашњава како је то довело до појаве држава са законима и владама:

Како се пољопривредна популација окупљала у већим и гушћим заједницама, интеракције између различитих група су се повећале и друштвени притисак је растао све док се нису, у изразитој паралели са звезданом формацијом, изненада појавиле нове структуре, заједно са новим нивоом сложености. Попут звезда, градови и државе реорганизују и енергизују мање објекте у свом гравитационом пољу.— David Christian, Maps of Time
Почевши од краја 17. века, преваленција републичких форми владе је расла. Славна револуција у Енглеској, Америчка револуција, и Француска револуција допринели су развоју репрезентативних облика власти. Совјетски Савез је био прва велика земља која је имала комунистичку владу. Од времена пада Берлинског зида, либерална демократија је постала још превалентнија форма владе.
У деветнаестом и 20. веку, дошло је до значајног повећања величине и обима власти на националном нивоу. Овим је обухваћена регулација корпорација и развој државе благостања.

## Политичке науке

### Класификовање владе
У политичкој науци, већ дуго је био циљ да се створи типологија или таксономија облика владавине, јер типологије политичких система нису очигледне. То је посебно важно у пољима политичких наука: компаративној политици и међународним односима. Као и све категорије које су препознатљиве унутар облика власти, границе владиних класификација су било течне или су лоше дефинисане.
Површно, све владе имају званични или идеалан облик. Сједињене Државе су уставна република, док је бивши Совјетски Савез био социјалистичка република. Међутим, самоидентификација није објективна, а како тврде Копштајн и Личбах, дефинисање режима може бити варљиво. На пример, избори су дефинишућа карактеристика изборне демократије, али у пракси избори у бившем Совјетском Савезу нису били „слободни и поштени” и одржавани су у једнопартијској држави. Волтер тврди да „Свето римско царство није ни свето, ни римско, нити царство”. Многе владе које званично називају себе демократском републиком нису демократске нити републике; оне су обично дефакто диктатура. Комунистичке диктатуре су посебно склоне да користе овај израз. На пример, званично име Северног Вијетнама је било „Демократска Република Вијетнам”. Кина користи варијанту, „Народна Република Кина”. У многим практичним класификацијама ове државе се не би могле сматрати демократским.
Препознавање облика власти је такође тешко, јер су многи политички системи настали као друштвено-економски покрети, а потом су пренети у владе путем странака које себе називају по тим покретима; све са конкурентским политичким идеологијама. Искуство са овим покретима на власти и снажне везе које они могу имати са одређеним облицима власти, могу да их узрокују да се они сами по себи сматрају облицима владавине.
Остале компликације укључују генерално несагласна или намерна „изобличења или пристрасности” разумних техничких дефиниција политичких идеологија и сродних облика управљања, због природе политике у савременој ери. На пример: значење „конзервативности” у Сједињеним Државама нема много заједничког са начином на који се дефиниција речи користи на другим местима. Као што Рибуфо напомиње, „оно што Американци сада зову конзервативизам велики део света назива либерализам или неолиберализам”. Од 1950-их конзервативизам у Сједињеним Државама је углавном повезан са Републиканском странком. Међутим, током ере сегрегације, многи јужни демократи су били конзервативци, и они су одиграли кључну улогу у конзервативној коалицији која је контролисала Конгрес од 1937. до 1963. године.

### Социјално-политичка нејасност
Сваком земљом у свету руководи систем управљања који комбинује најмање три или више политичких или економских атрибута. Додатно, мишљења се разликују међу појединцима у погледу типова и својстава државних управа које постоје. „Нијансе сиве боје” су уобичајене у било којој влади и њеној кореспондирајућој класификацији. Чак и најлибералније демократије ограничавају ривалске политичке активности на један или други начин, док најтиранскије диктатуре морају да организују широку базу подршке, чиме се стварају потешкоће при сврставању државних управа у уске категорије. Примери укључују тврдње да су Сједињене Државе плутократија, а не демократија, с обзиром да неки амерички гласачи верују да изборе манипулише богати Супер ПАЦ.

### Дијалектички облици власти
Класични грчки филозоф Платон расправља о пет врста режима: аристократија, тимократија, олигархија, демократија и тиранија. Платон такође додељује човека сваком од ових режима како би илустровао шта они представљају. Тирански човек би на пример представљао тиранију. Ових пет режима прогресивно се дегенеришу почев од аристократије на врху и тираније на дну.

## Облици власти
Један метод класификовања државне управе је кроз људе имају овлашћења да владају. То може бити једна особа (аутократија, као што је монархија), изабрана група људи (аристократија) или људи у целини (демократија, као што је република).
Подела државне управе као монархија, аристократија и демократија је била кориштена од времена Аристотелових Политика. У својој књизи Левијатан, Томас Хобс објашњава ову класификацију.
Различити Комонвелти се састоје од различитих суверена, односно представника свих и сваког из мноштва. И зато што је суверенитет било у једном човеку или у скупу више од једног; и у тај скуп сваки човек има право да уђе, или нема свако, већ се одређени људи разликују од осталих; очигледно је да могу постојати само три врсте Комонвелта. За представника мора бити потребан један човек или више; и ако је више, онда је то скуп свих, али само дела. Када је представник један човек, онда је Комонвелт монархија; када се скуп свих окупи, онда је то демократија, или народни Комонвелт; када је скуп само дела, онда се то зове аристократија. Друге врсте Комонвелта не може бити: пошто један, или више, или сви, морају имати целу суверену моћ (за коју сам показао да је недељива).



### Према облику владавине
У овом облику власти гледају се особине које имају носиоци власти, начину доласка на власт, те према односу власти и владара према грађанима. У ову поделу спада: монархија, диктатура, република и калифат.

### Према државном уређењу
Видови власти се могу поделити по карактеру унутрашње структуре државе и о томе да ли су унутрашњи механизми једноставни или сложени. Разликују се једноставне државе и сложене државе.

### Према степену централизације
Ова подела се бави односом централних и локалних органа. У централистичким државама локални органи имају малу самосталност (у унитарним државама које нису састављене од савезних држава - главни град посједује све институције). У децентрализираним државама локални органи имају самосталност. Данас не постоји искључиво једна или друга варијанта већ се у државама сусрећу и једни и други елементи.

## Функције
Државна управа се бави разним стварима укључујући: економију, образовање, здравство, науку, територију и безбедност.
Територија
Модерна стандардна јединица територије је земља. У тој територији могу постојати субнационални органи који могу управљати неким деловима територија, али немају пуну моћ коју има национална државна управа.
Спроведба закона
Владе користе разне методе да одрже ред и мир, као што су полиција и војска (поготово у деспотизму и полицијским државама), договори са другим државама, и одржавање подршке у држави. Типичне методе одржавања подршке и легитимитета су изградња инфраструктуре за судство, администрацију, транспорт, социјалну помоћ и друге. Различите политичке идеологије имају различите идеје о томе шта државна управа може, а шта не може чинити.
Ниже јединице власти
Различите форме владе и власти су биле предложене и прихваћене. Државна управа у развијеним земљама има неке ниже организације као што су службе, бирои, министарства, агенције, које воде политички изабрани функционери, често звани министри или секретари. Министри могу бити и саветници, али у пракси и они лично имају један ниво моћи који могу директно испољити. У модерним демократијама, изабрано законодавство има моћ да распусти владу, иако државни поглавар генерално има опсег да изабере нову владу. У таквим државама, могуће је сменити и поглавара државе. У САД постоји процес импичмента којим се може сменити председник (Ричард Никсон је требало да биде смењен на такав начин, али је дао оставку пре тога).